# Viking Tri-nations Rugby 2012
Navigation
Viking Tri-nations 2011
La Viking Tri-nations Rugby 2012 est la quatrième édition de la compétition de rugby à XV organisée par l'Association européenne de rugby. La Suède, tenant du titre, a annoncé qu'elle ne disputera pas la finale contre le Danemark : ce dernier est donc déclaré vainqueur de l'édition 2012.

## Tableau
|  | Demi-finales     | Demi-finales     |          |  | Finale            | Finale            |
|  | Demi-finales     | Demi-finales     |          |  | Finale            | Finale            |
|  |                  |                  |          |  |                   |                   |
|  | 8 septembre 2012 | 8 septembre 2012 |          |  | 22 septembre 2012 | 22 septembre 2012 |
|  | 8 septembre 2012 | 8 septembre 2012 |          |  | 22 septembre 2012 | 22 septembre 2012 |
|  | Norvège          | 15               |          |  | 22 septembre 2012 | 22 septembre 2012 |
|  | Norvège          | 15               |          |  | 22 septembre 2012 | 22 septembre 2012 |
|  | Danemark         | 22               |          |  | 22 septembre 2012 | 22 septembre 2012 |
|  | Danemark         | 22               | Danemark |  |                   |                   |
|  |                  |                  |          |  |                   |                   |
|  |                  | Suède            | bye      |  |                   |                   |
|  |                  | Suède            | bye      |  |                   |                   |
|  |                  |                  |          |  |                   |                   |
|  |                  |                  |          |  |                   |                   |
|  |                  |                  |          |  |                   |                   |

## Résultats
| 8 septembre 2012 15 h 15 CET | Danemark                                           | 22 – 15 (10 - 3) | Norvège                                            | Rosslyn Park FC, Londres, Angleterre 400 spectateurs Arbitre : T. Hall |
| 8 septembre 2012 15 h 15 CET | Essai(s) : 3 Transformation(s) : 2 Pénalité(s) : 1 |                  | Essai(s) : 2 Transformation(s) : 1 Pénalité(s) : 1 | Rosslyn Park FC, Londres, Angleterre 400 spectateurs Arbitre : T. Hall |
| 8 septembre 2012 15 h 15 CET |                                                    |                  |                                                    | Rosslyn Park FC, Londres, Angleterre 400 spectateurs Arbitre : T. Hall |

| 22 septembre 2012 | Danemark | bye | Suède |  |
| 22 septembre 2012 |          |     |       |  |
| 22 septembre 2012 |          |     |       |  |